# Ipomoea sororia
Ipomoea sororia là một loài thực vật có hoa trong họ Bìm bìm. Loài này được D.F. Austin & Tapia-MuÃ±oz mô tả khoa học đầu tiên năm 2001.